# Richard Hol
Richard Hol, właśc. Rijk Hol (ur. 23 lipca 1825 w Amsterdamie, zm. 14 maja 1904 w Utrechcie) – holenderski kompozytor, dyrygent i organista.

## Życiorys
Uczył się w szkole muzycznej w Utrechcie, następnie studiował kompozycję u Jana G. Bertelmana w Amsterdamie. W 1845 roku koncertował jako pianista w Holandii i Niemczech. Po powrocie do Holandii udzielał lekcji gry na fortepianie, od 1856 roku kierował chórem męskim w Amsterdamie. W 1862 roku osiadł w Utrechcie, gdzie był dyrygentem towarzystwa Maatschappij tot Bevordering der Toonkunst. W latach 1869–1887 pełnił funkcję organisty w katedrze św. Marcina. Od 1875 do 1904 roku był dyrektorem szkoły muzycznej Stedelijke Musiekschool. Ponadto działał w Hadze jako dyrygent chóru męskiego (1875–1901) i orkiestry Diligentia (1886–1901). Od 1891 roku dyrygował orkiestrą Amsterdam Paleis voor Volksvlijt.
W latach 1894–1900 wydawał czasopismo „Het Orgel”. Napisał pracę poświęconą Janowi Pieterszoonowi Sweelinckowi (1859). W 1878 roku został wybrany na członka Akademii Francuskiej.
Skomponował m.in. 4 symfonie, oratorium David (1879), opery Floris V (wyst. Amsterdam 1892) i Uit de branding (wyst. Amsterdam 1894). Jako dyrygent przyczynił się do rozwoju życia muzycznego w Holandii, wprowadził do krajowego repertuaru dzieła Berlioza i kompozytorów niemieckich.
Był odznaczony krzyżami kawalerskimi holenderskiego Orderu Lwa Niderlandzkiego, luksemburskiego Orderu Korony Dębowej i nassauskiego Orderu Lwa Złotego, a także krzyżem oficerskim francuskiego Orderu Palm Akademickich. 